# Anoz (Ezcabarte)
Anoz (en español y oficialmente; Anotz en euskera) es una localidad española del municipio de Ezcabarte, perteneciente a la Comunidad Foral de Navarra.

## Historia
Hacia mediados del siglo XIX, el lugar, ya por entonces perteneciente a Ezcabarte, tenía contabilizada una población de 64 habitantes. Aparece descrito en el segundo volumen del Diccionario geográfico-estadístico-histórico de España y sus posesiones de Ultramar de Pascual Madoz con las siguientes palabras:

ANOZ: l. del valle y ayunt. de Ezcabarte, en la prov., aud. terr. y c. g. de Navarra, part. jud., merind. y dióc. de Pamplona (2 1/2 leg.), arciprestazgo de Anué: sit. en una hondonada circuida de montañas, no obstante lo cual le combaten los vientos del N. y O., y goza de clima muy saludable. Tiene 8 casas y una igl. parr. dedicada á la Purificacion de Ntra. Sra., servida por un cura párroco llamado abad. Confina el térm. por N. con el de Anocibar, por E. con el de Enderiz, por S. con el de Navaz, y por O. con el de Usi, de cuyos puntos dista 1/2 leg. poco mas ó menos. El terreno es bastante escabroso y desigual; brotan en varios puntos del mismo fuentes de buenas aguas, que con las de distintos arroyos aprovechan los hab. para consumo de sus casas y otros usos agrícolas; en la parte erial é inculta hay muchos y esquisitos pastos para toda clase de ganados. Prod.: trigo, cebada, maiz, cáñamo, legumbres y hortalizas; cria ganado lanar, cabrio, de cerda, vacuno y mular; hay caza mayor y menor, y alguna pesca en los arroyos: ind.: las mujeres se deidcan á la hilaza y tejidos de lienzos ordinarios: pobl.: 8 vec.; 64 alm.: contr. con su valle.
(Madoz, 1845, pp. 322-323)

En 2023, la entidad singular de población tenía empadronados seis habitantes.

## Patrimonio

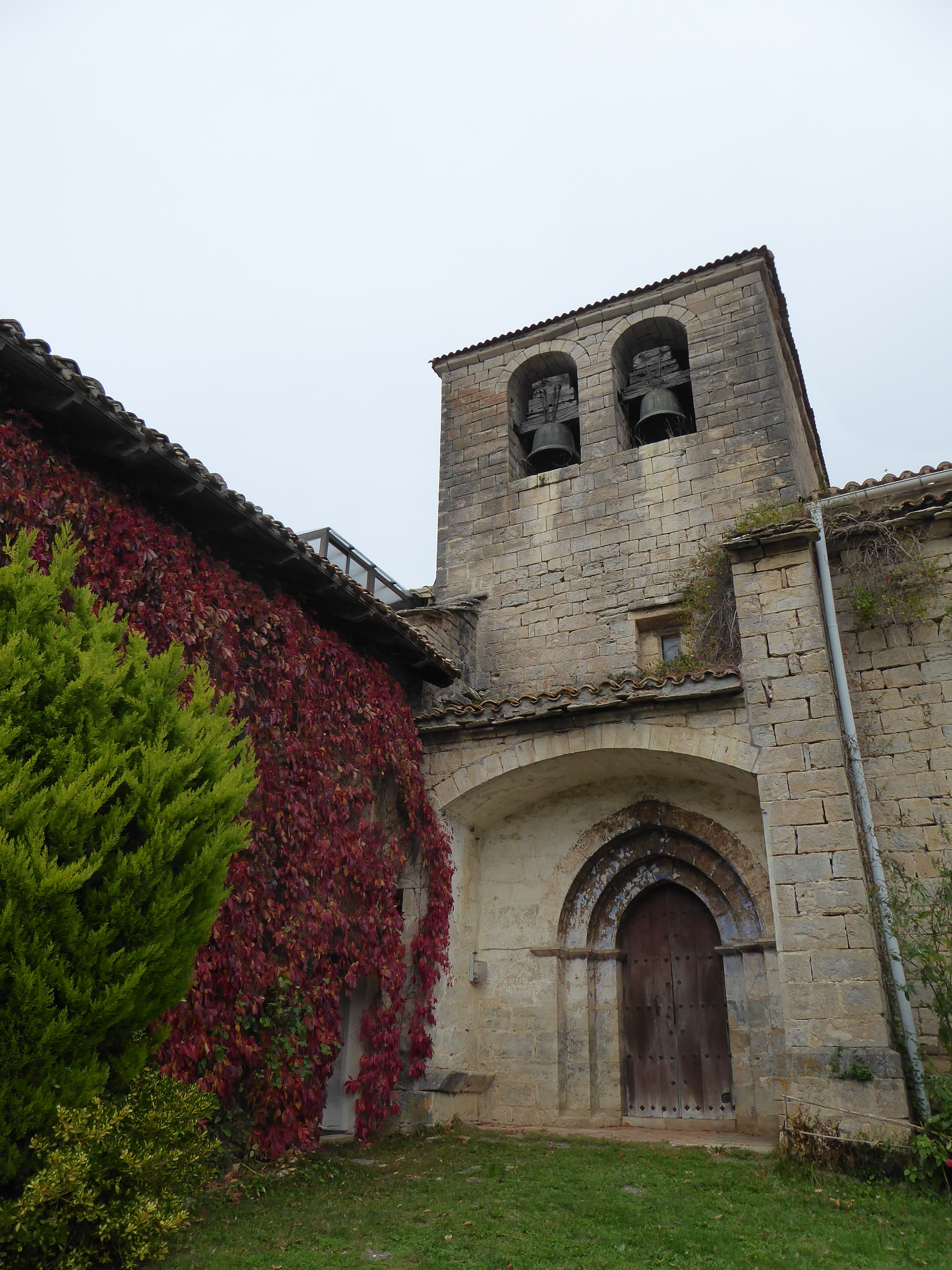
La iglesia de la Purificación en Anoz.

Hay en la localidad una iglesia de la Purificación.